# 蒙特桑特山脈

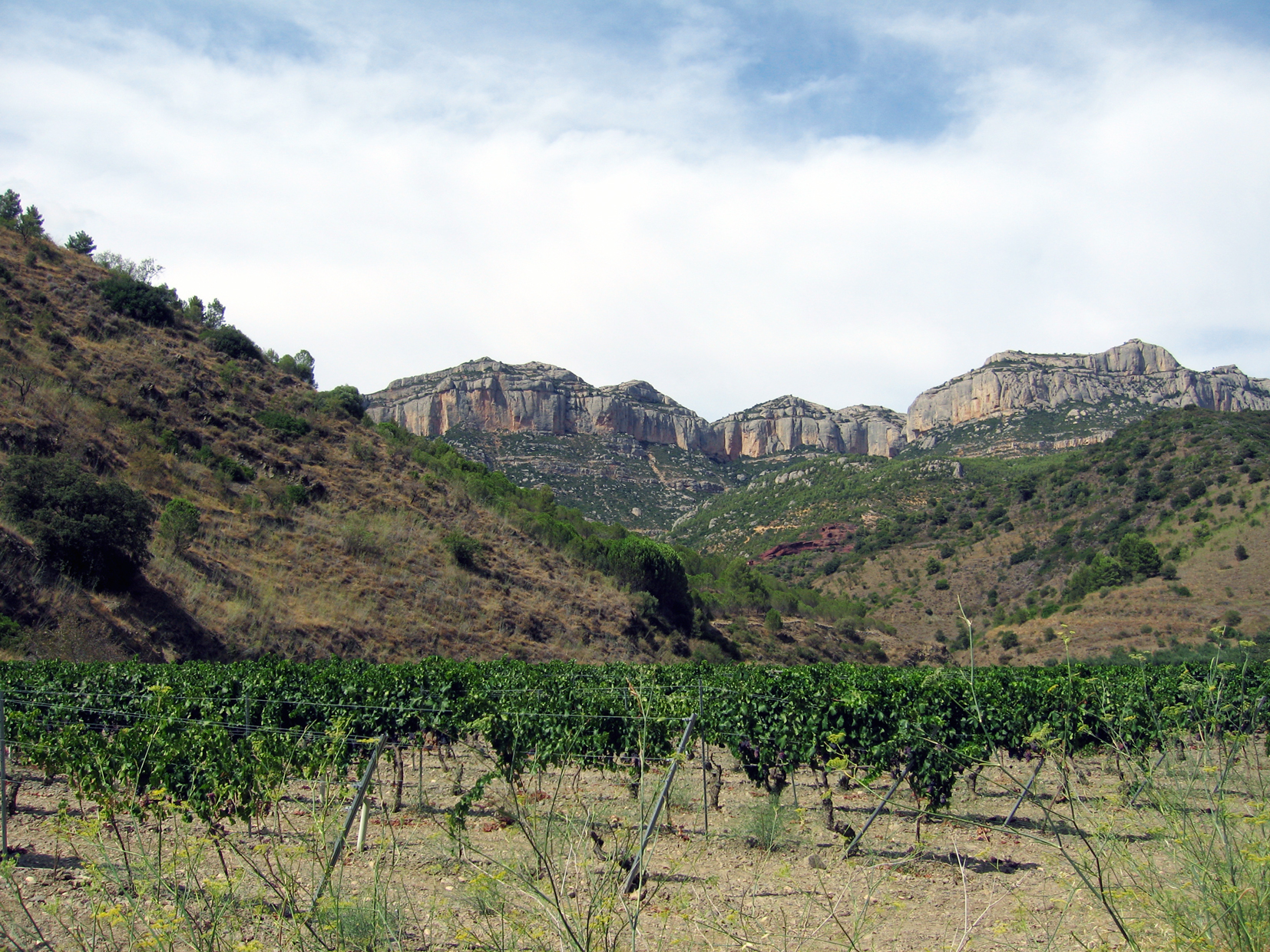

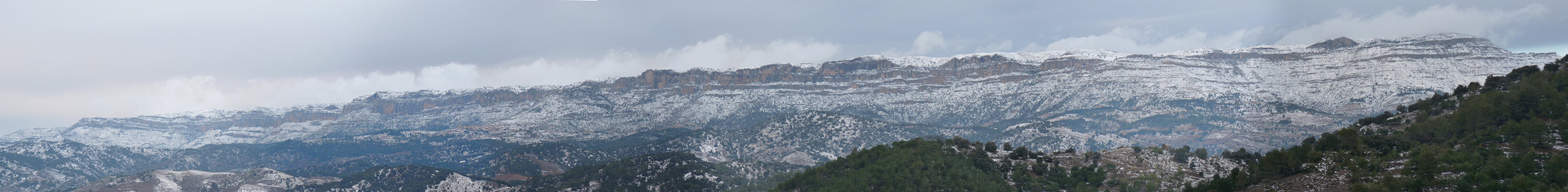

41°17′34.63″N 0°47′52.09″E / 41.2929528°N 0.7978028°E
蒙特桑特山脈，是西班牙的山脈，位於該國東北部加泰羅尼亞，屬於加泰羅尼亞前海岸山脈的一部分，海拔高度1,163米，山體由礫岩組成。